# Exocentrus respersus
Exocentrus respersus là một loài bọ cánh cứng trong họ Cerambycidae.